# Kan ar Mor : Le Chant de la Mer
 (juillet 2022).
Si vous disposez d'ouvrages ou d'articles de référence ou si vous connaissez des sites web de qualité traitant du thème abordé ici, merci de compléter l'article en donnant les références utiles à sa vérifiabilité et en les liant à la section « Notes et références ».
Pour plus de détails, voir Fiche technique et Distribution.
Le Chant de la Mer (Kan ar Mor en breton) est un film français réalisé par Pierre-André Le Leuch au sujet de la ville d'Ys, tourné en Bretagne et au Pays de Galles,. Produit de manière indépendante et avec l'aide de l'université d'Aberystwyth, il s'agit du long-métrage de langue bretonne ayant reçu le plus de récompenses à ce jour[réf. nécessaire].

## Synopsis
Dans une petite ville de la côte celtique, une vieille légende hante la vie des habitants. De jeunes hommes disparaissent en mer. Certains y voient l’œuvre du diable, d'autres accusent une créature marine de l'ancien monde. Tous les indices semblent remonter à la ville d'Ys. Léon et ses amis décident de mener l'enquête même si cela implique de descendre au plus profond de l'abysse.

## Fiche Technique
- Titre : Le Chant de la Mer
- Titre original : Kan ar Mor
- Écriture & Réalisation : Pierre-André Le Leuch
- Photographie : Adrian Cichosz
- Musique : Taylan Özgür Topçuoğlu
- Production exécutive : Arron Ismaël
- Pays d'origine : France
- Langue originale : breton, gallois, français, anglais
- Format : couleurs — 16:9 — digital
- Genre : fantastique
- Durée : 75 min

## Distribution
- Bethan Siân : la Princesse Dahut
- Talwyn Baudu : Léon
- Azenor Kallag : Sara
- Elfed Wyn Jones : Cador
- Nely Van Seventer : Madame Glenmor
- Beca Tredomen : Hen Helen
- James T. Owen : le petit garçon
- Simon Lovatt : le revenant
- Donald Sinclair : le marin[4]

## Musique
L'intrigue du film est construite autour de la gwerz ker ys interprétée par Yann-Fanch Kemener à qui le film rend hommage.
De nombreux musiciens ont apporté au film leur propre version de cette complainte. C'est le cas par exemple de l'Ensemble Vocal Bergamasque, Erik Marchand, Kreiz Breizh Akademi, Didier Squiban.
Jordi Savall et d'Adrian Von Ziegler ont également participé à l'univers musical du film.

## Accueil
Le magazine indien Cult Critic choisit Kan ar Mor pour sa rubrique Le film du mois et écrit : « les acteurs ont un talent remarquable. L'esthétique du film est à couper le souffle et fait perdre la notion du temps. La musique bretonne crée une atmosphère idéale. »

## Distinctions
Au 21 octobre 2021, le film avait reçu vingt-six récompenses et quinze nominations dans les festivals internationaux.

### Récompenses
- Cinema World Fest Awards (Los Angeles, EUA) : meilleur film fantastique, Meilleur réalisateur (Pierre-André Le Leuch), Meilleur acteur (Talwyn Baudu), Meilleures actrices (Bethan Siân, Azenor Kallag)[6].
- Under the Stars Festival Fonda Edition (Bari, Italie) : meilleur film fantastique, Meilleur long-métrage.
- Druk International Film Festival (Paro, Bhoutan) : meilleur premier film.
- Beyond the Curve International Film Festival (Paris, France) : meilleur film indépendant[7].
- Bharat International Film Festival (Bombai, Inde) : meilleur film à énigmes.
- Port Blair International Film Festival (Port Blair, Inde) : meilleur premier long-métrage.
- Logcinema Art Films (Los Angeles, EUA) : meilleur long-métrage.
- Kashmir International Film & Cultural Festival (Bombai, Inde) : meilleur film fantastique.
- 6th International Film Festival of Shimla (Shimla, Inde) : meilleur long-métrage.
- Latitude Film Awards (Londres, RU) : meilleur premier film, Prix d'Argent.
- Moody Crab Film Fest (Moga, Inde) : mention spéciale du Jury.
- Indie Filmmaker Awards (South Pasadena, Californie) : meilleur musique de film.
- Sunny Side Up Film Festival (Miami, Oklahoma) : meilleur film étranger, meilleur acteur (Talwyn Baudu), meilleur actrice (Azenor Kallag), meilleur jeune acteur (James T. Owen), meilleur film indépendant.
- Brighton Rocks Film Festival (Brighton, RU) : mention d'honneur du Jury.
- Premio Shinema Cinema Contemporaneo (Naples, Italie) : mention d'honneur du Jury.
- Nadym International Film Festival (Maïkop, Russie) : prix du Peuple.
- Festival International de Maracay (Maracay, Venezuela) : meilleur film fantastique 2021.

### Nominations
- Manhattanhenge International Film Festival (New-York, EUA) : meilleur film étranger.
- Wales International Film Festival (Swansea, RU) : meilleur long-métrage.
- MLC Awards (Green Bay, Wisconsin) : meilleur film fantastique.
- Leonid Khromov International Film Festival (Moscou, Russie) : meilleur long-métrage.
- Madrid Film Awards (Espagne) : meilleur long-métrage.
- New Cinema Lisbon Film Festival (Lisbonne, Portugal) : meilleur premier film.
- Festival de Cine de Mar Bella (Malaga, Espagne) : meilleur film.
- Lit Scares International Horror Festival (Harrogate, Royaume-Uni) : meilleur long-métrage.
- Indian Panorama International Film Festival (Bombai, Inde) : meilleur film international.
- Sweden Film Awards (Stockholm, Suède) : meilleur premier film.
- Top Indie Film Awards (Tokyo, Japon) : meilleur long-métrage, Meilleure idée originale, Meilleure bande-son, Meilleur film d'épouvante.
- Sunscreen Film Festival (St. Petersburg, Floride) : meilleur film étranger.

### Sélections officielles
- Anatolia International Film Festival (Istanboul, Turquie)
- Miami Independent Film Festival (Miami, Floride)
- Madrid International Film Festival (Madrid, Espagne)
- The Cut Film Series (Canton, Ohio)
- Global Taj International Film Festival (Agra, Inde)
- The Dark Hedges International Film Festival (Belfast, Irlande)
- 2021 Great Lakes International Film Festival (Erie, Pennsylvanie)
- Golden Wheat Awards (Istanboul, Turquie)
- Mabig Film Festival (Augsbourg, Allemagne)
- Jharkhand International Film Festival (Ranchi, Inde)
- Ostia International Film Festival (Rome, Italie)
- Thinking Hat Fiction Challenge (Punjab, Inde)
- Rieti & Sabina Film Festival (Rome, Italie)
- Open Window International Film Challenge (Calcutta, Inde)
- Sochi Film Festival (Sochi, Russie)
- Jaipur International Film Festival (Jaipur, Inde)
- London Arthouse Film Festival (Londres, Royaume-Uni)
- Silver State Film Festival (Las Vegas, Nevada)
- Esoteric International Film Festival (Moscou, Russie)
- Coal City Film Festival (Enugu, Nigéria)
- Copper Coast International Film Festival (Swansea, Royaume-Uni)
- New York City International Reel Film Festival (New York City, New York)
- Yellow Fever Indie Film Festival (Bangor, Royaume-Uni)